# Чтобы не забыть
«Чтобы не забыть» (исп. Para que no me olvides) — испанский драматический фильм 2005 года. Получил три номинации на премию «Гойя».

## Сюжет
Давид живёт вместе с матерью Иреной и дедом Матео. Каждый из членов семьи погружён в свои заботы: Давид учится на архитектурном факультете и встречается с Кларой; Ирена отдаётся работе в театре; Матео читает книги и вспоминает о детстве, в котором он застал Гражданскую войну и потерял всех родственников.
Ирена недовольна Кларой из-за того, что та работает продавщицей и не амбициозна. Она ссорится с сыном после того, как Давид переезжает к Кларе. На следующий день Давид попадает в аварию. Медики не могут спасти его жизнь. Клара убита горем. Ирена пытается вычеркнуть Давида из воспоминаний. Матео записывает свои воспоминания о внуке. Постепенно они находят покой, понимание и сближаются. Этому способствует открытие того, что Давид в тайне от всех нашёл дом родителей Матео и зарегистрировал его как исторический и архитектурный памятник.